# ذراع الميزان
ذراع الميزان إحدى بلديات دائرة ذراع الميزان التابعة لولاية تيزي وزو.

## مواضيع ذات صلة
- بلديات ولاية تيزي وزو
- دوائر ولاية تيزي وزو

## وصلات خارجية
- التقسيم الإداري لولاية ولاية تيزي وزو